# Lukas Rupp
Lukas Rupp (* 8. Januar 1991 in Heidelberg) ist ein deutscher Fußballspieler. Der Mittelfeldspieler ist in der Fußball-Regionalliga Südwest beim KSV Hessen Kassel aktiv und spielte siebenmal für die deutsche U20-Nationalmannschaft.

## Karriere
Lukas Rupp, Sohn des Handballers Franz Rupp, einem ehemaligen Bundesligaspieler der SG Leutershausen, legte an der Dietrich-Bonhoeffer-Schule Weinheim das Abitur ab und spielte für diverse Jugendmannschaften der TSG Weinheim und des Karlsruher SC. Beim KSC kam er im Jahr 2009 zu seinen ersten Einsätzen für die zweite Mannschaft in der Regionalliga Süd. In seinem dritten Spiel erzielte der Mittelfeldspieler seinen ersten Treffer. In der Saison 2009/10 kam Rupp regelmäßig für den KSC II zum Einsatz und empfahl sich dadurch auch für den erweiterten Kader der ersten Mannschaft. Sein Profidebüt gab er am 21. März 2010 in einem Zweitligaspiel bei Rot-Weiß Oberhausen. In der Vorrunde der Spielzeit 2010/11 entwickelte sich Rupp zu einer festen Größe im Mittelfeld, stand bei 14 von insgesamt 24 Einsätzen in der Startelf und erzielte drei Tore.
Zur Saison 2011/12 wechselte er mit Abwehrspieler Matthias Zimmermann zum Bundesligisten Borussia Mönchengladbach. In der Winterpause wurde Rupp bis Saisonende an den Zweitligisten SC Paderborn 07 ausgeliehen und kehrte zur Saison 2012/13 zurück. Rupp verzichtete auf eine Verlängerung des zum Ende der Saison 2013/14 auslaufenden Vertrags. Mit Beginn der Saison 2014/15 wechselte er für zwei Jahre zum Bundesligaaufsteiger SC Paderborn 07. Am 22. November 2014 (12. Spieltag) gelang ihm beim 2:2-Unentschieden im Heimspiel gegen Borussia Dortmund mit dem Treffer zum zwischenzeitlichen 1:2 in der 60. Minute sein erstes Bundesligator.
Zur Saison 2015/16 wechselte Rupp ablösefrei zum VfB Stuttgart, wo er es auf fünf Tore und sechs Torvorlagen in 29 Spielen brachte. Nach dem Abstieg des VfB Stuttgart wechselte er zur Saison 2016/17 zur TSG 1899 Hoffenheim. Rupp absolvierte 51 Pflichtspiele für die erste Mannschaft in der Bundesliga sowie im DFB- und im Europapokal, konnte sich aber nie einen Stammplatz erarbeiten.
Im Januar 2020 unterschrieb der Mittelfeldspieler einen bis 2022 gültigen Vertrag beim englischen Erstligisten Norwich City, bei dem er auf sechs Landsmänner sowie den deutschen Cheftrainer Daniel Farke traf. Dort stieg er am Ende der Saison 2020/21 aus der Championship in die Premier League auf und nach einer Saison wieder ab. Mit Ablauf seines Vertrages verließ er den Verein 2022, für den er in 62 Pflichtspielen zweimal traf. Im Januar 2023 unterschrieb Rupp einen Vertrag beim griechischen Erstligisten Aris Thessaloniki. Bei Thessaloniki kam er zu Beginn zu einigen Einsätzen, fiel dann aber wiederholt wegen Verletzungen aus und stand zuletzt kaum mehr im Kader. Sein im Sommer 2024 auslaufender Vertrag wurde nicht verlängert. Nach einer gut zweimonatigen Phase der Vereinslosigkeit kehrte Rupp im September 2024 nach Deutschland zurück und schloss sich dem Regionalligisten KSV Hessen Kassel an.